# Whistler Challenger 1991
Il Whistler Challenger 1991 è stato un torneo di tennis facente parte della categoria ATP Challenger Series nell'ambito dell'ATP Challenger Series 1991. Il torneo si è giocato a Whistler in Canada dal 16 al 22 settembre 1991 su campi in cemento.

## Vincitori

### Singolare
Fabio Silberberg ha battuto in finale  David Witt con il punteggio di 7–5, 6–3

### Doppio
Steve DeVries /  Patrick Galbraith hanno battuto in finale  Dave Randall /  Kenny Thorne con il punteggio di 6–4, 6–4